# Hrabstwo Lewis (Missouri)
Hrabstwo Lewis (ang. Lewis County) – hrabstwo w północno-wschodniej części stanu Missouri w Stanach Zjednoczonych. Obszar całkowity hrabstwa obejmuje powierzchnię 510,85 mil² (1323 km²). Według danych z 2010 r. hrabstwo miało 10 211 mieszkańców. Hrabstwo powstało w 1833 roku i nosi imię Meriwethera Lewisa – odkrywcy i gubernatora Terytorium Luizjany.

## Sąsiednie hrabstwa
- hrabstwo Clark (północ)
- hrabstwo Hancock (Illinois) (północny wschód)
- hrabstwo Adams (Illinois) (południowy wschód)
- hrabstwo Marion (południe)
- hrabstwo Shelby (południowy zachód)
- hrabstwo Knox (zachód)

## Miasta
- Canton
- Ewing
- La Belle
- La Grange
- Lewistown
- Monticello (wioska)